# Большой великий звёздчатый стодвадцатиячейник

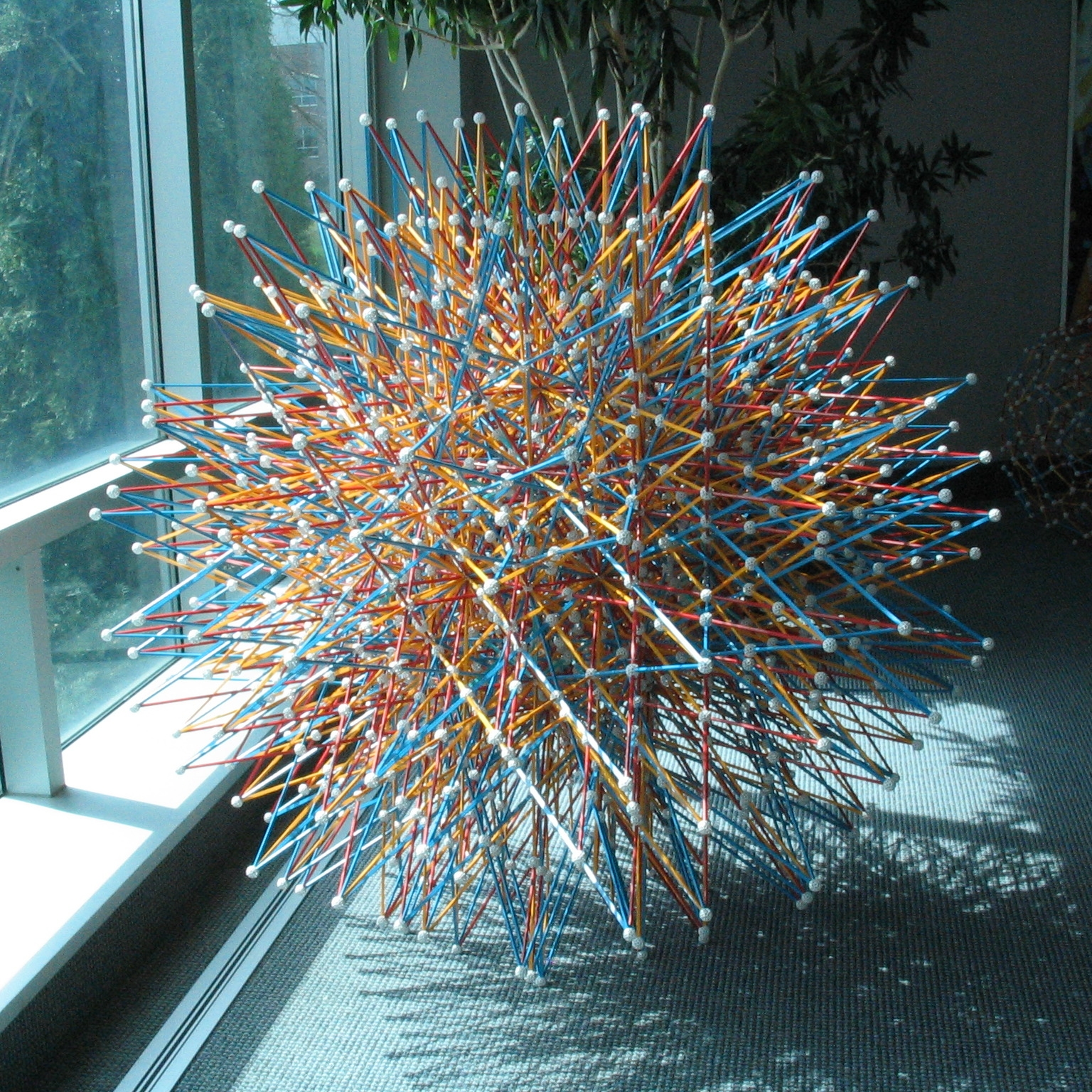
-модель

| Большой великий звёздчатый стодвадцатиячейник | Большой великий звёздчатый стодвадцатиячейник      |
| --------------------------------------------- | -------------------------------------------------- |
| Ортогональная проекция                        |                                                    |
| Тип                                           | Многогранник Шлефли–Гесса                          |
| Ячейки                                        | 120 {5/2,3}                                        |
| Грани                                         | 720 {5/2}                                          |
| Рёбра                                         | 1200                                               |
| Вершины                                       | 600                                                |
| Вершинная фигура                              | {3,3}                                              |
| Символ Шлефли                                 | {5/2,3,3}                                          |
| Диаграммы Коксетера — Дынкина                 | node_1 · 5 · rat · d2 · node · 3 · node · 3 · node |
| Группа симметрии                              | H4, [3,3,5]                                        |
| Двойственный                                  | Великий шестистоячейник                            |
| Свойства                                      | Правильный                                         |

Большой великий звёздчатый стодвадцатиячейник или большой великий звёздчатый полидодекаэдр — правильный звёздчатый 4-мерный многогранник с символом Шлефли {5/2,3,3}, один из 10 правильных 4-мерных многогранников Шлефли–Гесса. Этот многогранник имеет 600 вершин и то же самое расположение вершин, что и выпуклый правильный стодвадцатиячейник.
Многогранник является одним из четырёх правильных звёздчатых четырёхмерных многогранников, открытых Людвигом Шлефли. Название многограннику дал Джон Хортон Конвей как расширение системы имён Артура Кэли для тел Кеплера — Пуансо, и это единственный многогранник, содержащий три модификатора в имени.

## Рисунки
| H4                                                       | A2 / B3                                                  | A3 / B2                                                  |
| Большой великий звёздчатый стодвадцатиячейник, {5/2,3,3} | Большой великий звёздчатый стодвадцатиячейник, {5/2,3,3} | Большой великий звёздчатый стодвадцатиячейник, {5/2,3,3} |
| -------------------------------------------------------- | -------------------------------------------------------- | -------------------------------------------------------- |
|                                                          |                                                          |                                                          |
| [10]                                                     | [6]                                                      | [4]                                                      |
| стодвадцатиячейник, {5,3,3}                              |                                                          |                                                          |
|                                                          |                                                          |                                                          |

## Как звёздчатая форма
Большой великий звёздчатый стодвадцатиячейник является конечной стадией приведения к звёздчатой форме стодвадцатиячейника и это единственный многогранник Шлефли–Гесса, имеющий стодвадцатиячейник в качестве выпуклой оболочки. В этом смысле многогранник аналогичен трёхмерному большому звёздчатому додекаэдру, который является конечной стадией приведения к звёздчатой форме додекаэдра и единственным многогранником Кеплера — Пуансо, имеющим додекаэдр в качестве выпуклой оболочки. Более того, большой великий звёздчатый стодвадцатиячейник двойственен великому шестисотячейнику, который можно рассматривать как четырёхмерный аналог большого икосаэдра, который двойственен большому звёздчатому додекаэдру.